# Boucherie
Pour les articles homonymes, voir Boucherie (homonymie).
 (décembre 2015).

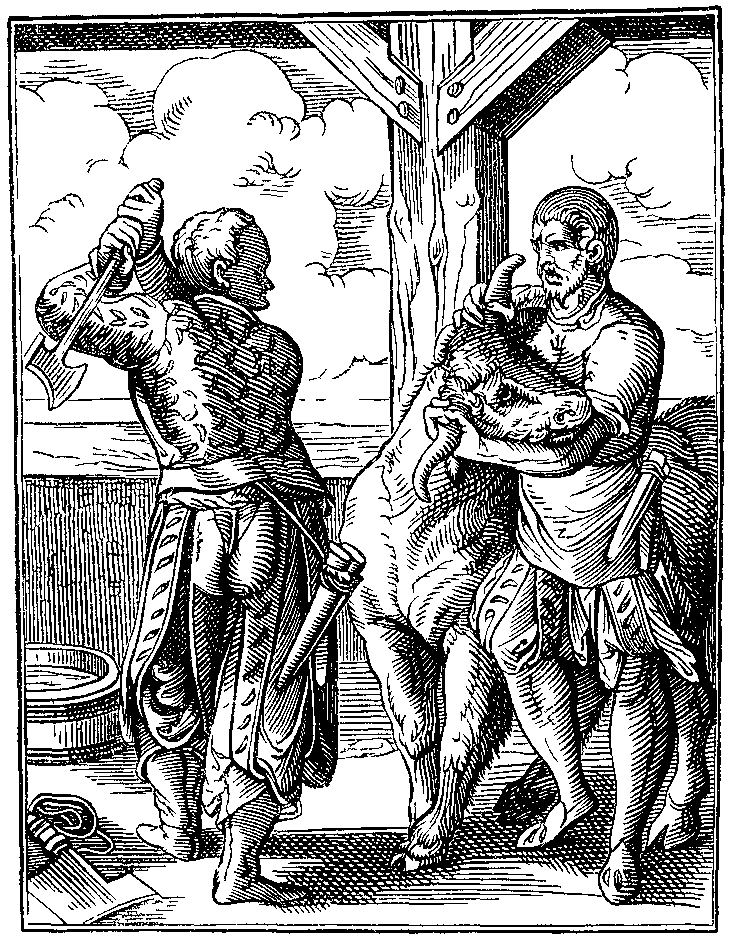
Le boucher et son valet, du recueil Das Ständebuch (« le Livre des métiers ») par le graveur suisse Jost Amman (1568).

Une boucherie est un établissement commercial où l'on fait maturer et où l'on découpe et vend au détail de la viande. Son gérant est un artisan, le boucher.
Les boucheries sont des commerces de proximité.

## Étymologie
Le mot dériverait, selon le dictionnaire de l'Académie française, de « bochier » (XIIe siècle), associé à bouc, « soit parce que le boucher était chargé d'abattre des boucs, soit parce qu'il en vendait la chair ». Selon le CNRTL le mot proviendrait du « lat. médiév. bocharîa ».

## Historique

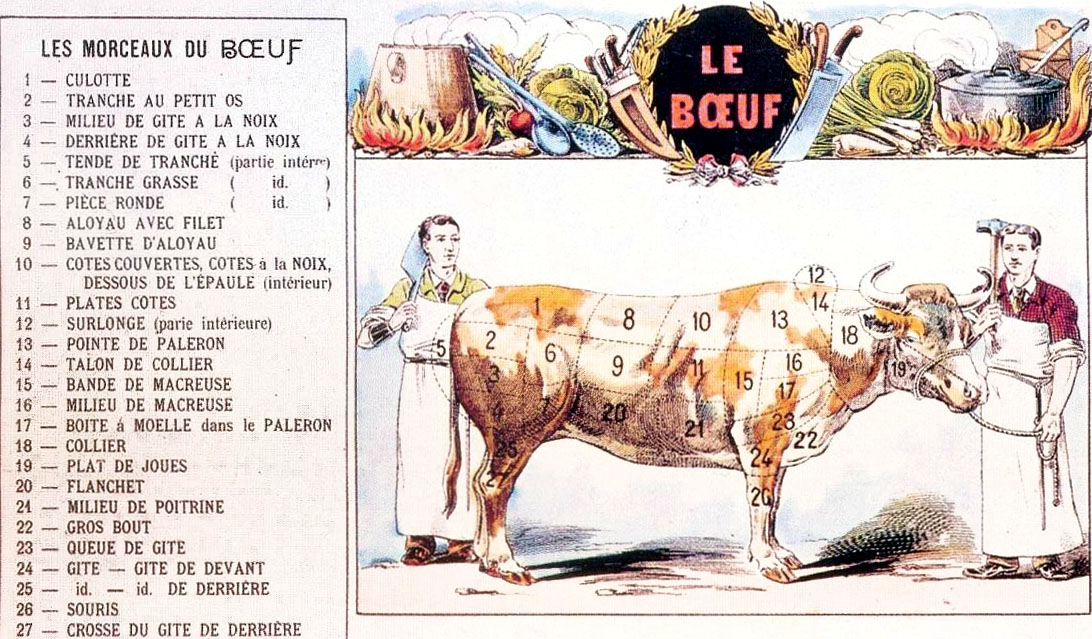
Affiche du XIXe siècle, un des bouchers tient la masse pour étourdir avant la saignée.

Une boucherie datant de 2 millions d’années a été découverte sur le site d’Aïn Boucherit en Algérie. Il s'agit d’ailleurs de la plus vieille découverte archéologique d'Afrique du Nord. Une technologie nouvelle qui marque un tournant majeur dans l'histoire de l'évolution humaine.

## Dans le monde

### En France

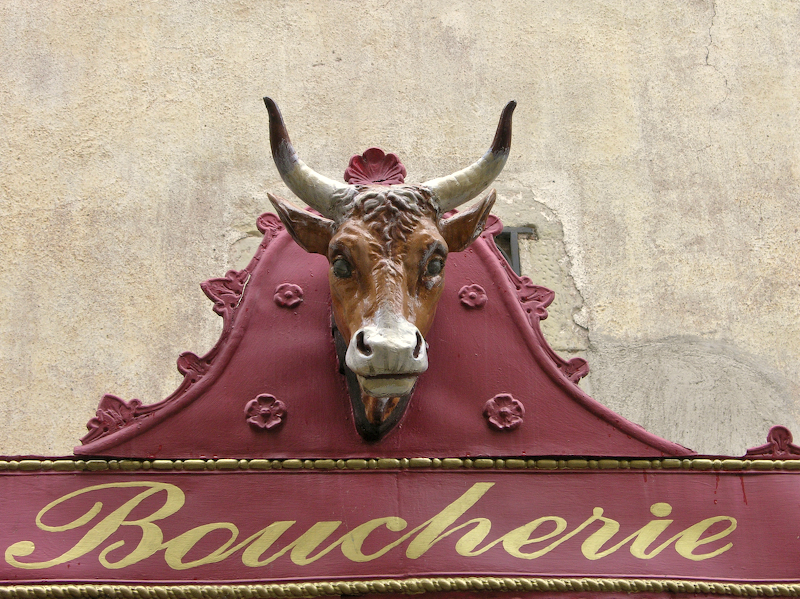
Enseigne traditionnelle de boucherie. Tête de bœuf sur tôle rouge sang.

La devanture des boucheries était peinte en rouge sang. Jusqu'au début du XXe siècle, le boucher s'occupait aussi de l'abattage du bétail.
Aujourd'hui, les activités des tripiers, charcutiers, volaillers et même des traiteurs lui sont souvent attachées pour raisons économiques.
Certaines boucheries sont spécialisées dans le commerce de la viande chevaline (boucheries chevalines), et arborent une enseigne spécifique avec une tête de cheval.

### Ailleurs

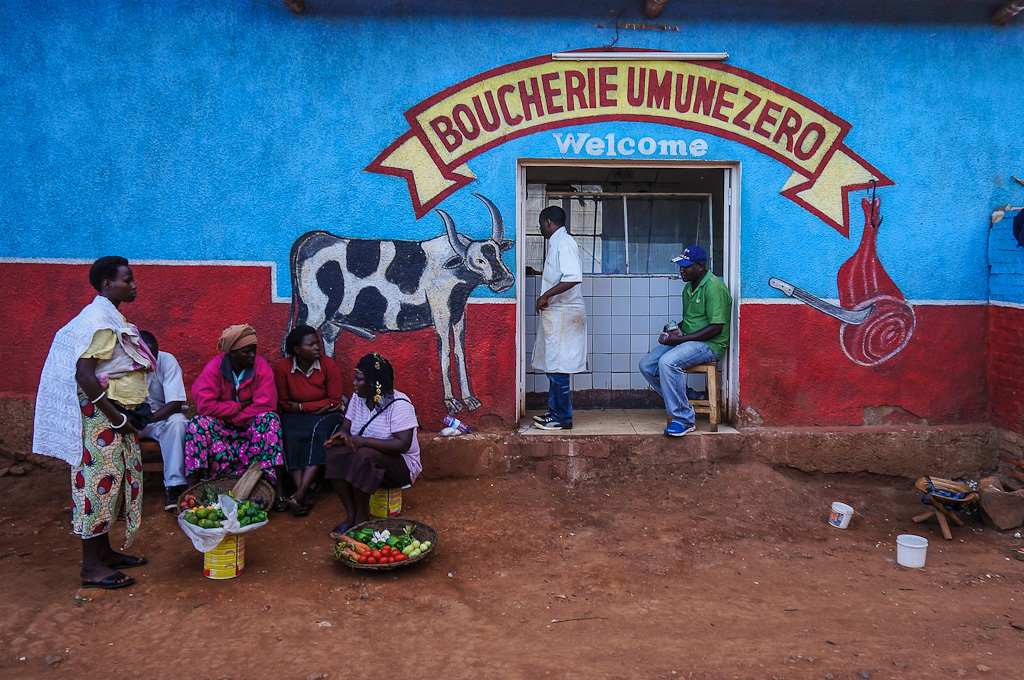
Boucherie à Kigali (Rwanda)